# Руэльо
Руэльо (итал. Rueglio) — коммуна в Италии, располагается в регионе Пьемонт, в провинции Турин.
Население составляет 778 человек (2008 г.), плотность населения составляет 52 чел./км². Занимает площадь 15 км². Почтовый индекс — 10010. Телефонный код — 0125.
Покровителями коммуны почитается святой апостол Филипп и святой апостол Иаков Младший, празднование 1 мая.

## Демография
Динамика населения:

## Администрация коммуны
- Официальный сайт: